# Hydrillodes subflavalis
Hydrillodes subflavalis là một loài bướm đêm trong họ Noctuidae.